# テラシマユウカ
寺嶋 夕賀（てらしま ゆうか、11月5日 - ）は、日本の映画コラムニスト、元アイドル、歌手である。大阪府出身。2024年12月までWACKに所属。アイドルグループ・GANG PARADEのメンバーとして活動していた。

## 略歴
- 2016年9月1日～4日 - BiSオーディションにテラヤマユフ(仮)として参加[1][2]BiSの公式ライバルグループ SiS（仮）に参加することを表明[3][4][5]。

　 ※詳細は「BiSオーディション」を参照
- 2016年9月25日 - SiS（仮）のメンバー孫紫苑(ソンシオン)としてデビュー。しかし、スタッフの背任行為を理由に活動中止となった[6][7]。
- 2016年10月6日 - WACK代表の渡辺淳之介への直談判により名前をテラシマユウカとし、GANG PAREDEに加入を発表[8][9][10]。
- 2016年11月13日 - 東京・新宿BLAZEで行われたBarely Last TOURにてお披露目GANG PARADEとしてデビュー[8][9][11][12]。

　  ※グループでの活動は「GANG PARADE」を参照。
- 2018年10月16日 - アパレルブランド「NEGLECT ADULT PATiENTS」のモデルとしてランウェイデビュー[13][14]。

- 2018年11月20日 - Story Writer内に連載「テラシマユウカの映画コラム－それでも映画は、素晴らしい。」(略称「でもすば[15]」)を開始[16][17]。全31回。
- 2019年6月25日 - Story Writer内に連載「テラシマユウカの映画コラム－今日はさぼって映画をみにいく」(略称「今日さぼ」)を開始[18]。
- 2020年3月28日 - WACK合同オーディション2020最終日の結果発表で、GANG PARADEがGO TO THE BEDSとPARADISESの2チームに分裂することなどが発表され、2020年4月1日よりPARADISESで活動することになる。
- 2020年5月22日 - ニコニコ生放送の配信をもってGANG PARADEとしての活動を終えた[19]。
- 2020年8月1日 - 無観客ライブ"WACK FUCKiN' SORRY PARTY"にてPARADISESとしての初ライブを行った[20]。
- 2021年5月19日 - Story Writer内に連載している「テラシマユウカの映画コラム－今日はさぼって映画をみにいく」が連載100回を迎えた[21]。

- 2021年10月2日 - TOKYO IDOL FESTIVALにて、GO TO THE BEDSへの移籍が発表された[22]。

　 ※グループでの活動は「PARADISES」、「GO TO THE BEDS」を参照。
- 2022年1月1日、GANG PARADEの再始動が再開される[23]。

　 ※グループでの活動は「GANG PARADE」を参照。
- 2023年4月21日 - Story Writer内に連載している「テラシマユウカの映画コラム－今日はさぼって映画をみにいく」が連載200回を迎えた[24]。
- 2023年4月28日 - 国際短編映画祭 ショートショートフィルムフェスティバル ＆ アジア 2023の映画祭オフィシャルSNSナビゲーターに就任する[25][26]。
- 2024年10月24日 - GANG PARADE公式サイト及びSNSにて、2024年11月30日のワンマンライブ「TO BE BORN」及び12月1日の特典会をもってGANG PARADEを脱退し、WACKを退所することが発表された[27]。

- 2025年5月17日 - みのとの結婚ならびに第一子の妊娠を発表[28]。

## 人物
- 愛称はユユ[29]
- 身長：168センチ[30]と答えていたが、170センチに伸びたことを公言している[注 1]。
- 4人兄弟の長女[31]。
- 2016年のBiSHのオーディションを受けていた[4][32]。
- 高校卒業後、大学で薬学部を目指すも浪人し予備校に通っていた[4][32]。
- 映画が好き[33]。
- 一番好きな映画は「THE LIMIT OF SLEEPING BEAUTY」[33][16][34]。
- トラウマ映画は「仄暗い水の底から」[35]。
- 好きなブランドはLEBECCA boutique、merry jenny、MARTE、mememi[36]。
- 初めて好きになったアイドルは木元みずき[36]。
- 憧れの人は川口春奈、城田優、千史[36]。
- 好きなおにぎりの具はいなり寿司、ツナマヨ[36]。
- 良く聴く音楽はボーカロイド、majiko、サイダーガール、yonige、上北健、Sia、CHAI、SiN[36]。
- GANG PARADEのメンバーのココ・パーティン・ココとユイ・ガ・ドクソンと道玄坂マングースを結成[37]。
- 魚の鱗、恐竜とワニの肌質、サメの顔面が苦手[38]。
- 一番好きな小説は平野啓一郎著の「マチネの終わりに」[39]。
- Story WriterやReal Sound内に連載コラムを持ち[40][41]、映画イベント「ジョン・カーペンターレトロスペクティブ2022」のパンフレットに「ゼイリブ」についてのコラムを寄稿[42]、「MEN 同じ顔の男たち」[43]、「空白」[44]、「DUNE/デューン 砂の惑星」[45]、「マトリックス レザレクションズ」[46]、「ファンタスティック・ビーストとダンブルドアの秘密」[47]において映画についてのコメントを出している。
- WOWOWオンデマンドの連載企画にて作品を選出[48]。

## 作品
※グループ内での作品については「GANG PARADE」を参照。

### 作詞
|                                    | タイトル(収録CDタイトル)                                                             | 備考                               |
| GANG PARADE(2016年11月～2020年5月) | GANG PARADE(2016年11月～2020年5月)                                                   | GANG PARADE(2016年11月～2020年5月) |
| ---------------------------------- | ------------------------------------------------------------------------------------ | ---------------------------------- |
| 1                                  | WINTER SONG(Plastic 2 Mercy♯2)                                                       | ココ・パーティン・ココと共作       |
| 2                                  | ペニンシュラ(Beyond the Mountain♯2)                                                  |                                    |
| 3                                  | Are you kidding？(GANG PARADE takes themselves higher!!♯3)                           |                                    |
| 4                                  | I need you I love you I want you(GANG PARADE takes themselves higher!!♯6)            |                                    |
| 5                                  | Jealousy Marionnette(LAST GANG PARADE♯6)                                             |                                    |
| 6                                  | PALET(LAST GANG PARADE♯11)                                                           |                                    |
| 7                                  | Dreamer(ブランニューパレード♯2)                                                      |                                    |
| 8                                  | 本当に僕が生きたかったのはこんなんじゃ無え！(THE MUSIC AND THE GAME CREATES MAGIC♯1) |                                    |
| 9                                  | fxxk your disco(THE MUSIC AND THE GAME CREATES MAGIC♯2)                              |                                    |
| 10                                 | Youthful Hero(LOVE PARADE♯5)                                                         |                                    |
| PARADISES                          |                                                                                      |                                    |
| 1                                  | キモチイイコトシタイ！(G/P♯6)                                                        |                                    |
| 2                                  | STARE(PARADISES♯4)                                                                   |                                    |
| 3                                  | ALIVE(PARADISES♯7)                                                                   |                                    |
| 4                                  | 命短し乙女たち(PARADISES♯9)                                                          |                                    |
| 5                                  | アレキシサイミア(PARADISES RETURN♯2)                                                 |                                    |
| GO TO THE BEDS                     |                                                                                      |                                    |
| 1                                  | EGOIST(GO TO THE BEDS♯9)                                                             |                                    |
| 2                                  | merry bad end(G⇔P♯1)                                                                 |                                    |
| GANG PARADE(2022年1月～)           |                                                                                      |                                    |
| 1                                  | Period(PARADE GOES ON♯2)                                                             |                                    |
| 2                                  | さよならメトロポリス(OUR PARADE)                                                     |                                    |

### 映画
- 『劇場版 BiS誕生の詩』（2017年2月公開）[57]
- 『WHO KiLLED IDOL? －SiS消滅の詩－』（2017年2月公開）[57]
- 『劇場版 アイドルキャノンボール2017』（2018年2月公開）[58]

## 連載

### コラム
- 「テラシマユウカの映画コラム－それでも映画は、素晴らしい。」全31回（Story Writer内 毎週火曜連載、2018年11月20日 - 2019年6月18日 ）[59]
- 「テラシマユウカの映画コラム－今日はさぼって映画をみにいく」（Story Writer内 毎週火曜連載、2019年6月25日 -  ）[40]
- 「テラシマユウカの「映画の話しかしてなかった」」(Real Sound内 2020年12月1 - )[41]